# Yinchuan Hedong Airport
Yinchuan Hedong Airport (kinesiska: Yínchuān Hédōng Jīchǎng, 银川河东机场, 銀川河東機場) är en flygplats i Kina. Den ligger i den autonoma regionen Ningxia, i den nordvästra delen av landet, omkring 19 kilometer sydost om regionhuvudstaden Yinchuan.
Runt Yinchuan Hedong Airport är det ganska tätbefolkat, med 72 invånare per kvadratkilometer. Närmaste större samhälle är Yanghe, 13,2 km väster om Yinchuan Hedong Airport. Trakten runt Yinchuan Hedong Airport består i huvudsak av gräsmarker.
Genomsnittlig årsnederbörd är 307 millimeter. Den regnigaste månaden är juli, med i genomsnitt 80 mm nederbörd, och den torraste är december, med 1 mm nederbörd.